# Cycloramphus granulosus
Cycloramphus granulosus és una espècie de granota que viu al Brasil.